# Hans Stam
Hans Stam (* 2. April 1919 in Cirebon, Niederländisch-Indien; † 25. Juni 1996 in Den Haag) war ein niederländischer Wasserballspieler. Mit der niederländischen Nationalmannschaft wurde er Olympiadritter 1948 und Europameisterschaftsdritter 1938.

## Sportliche Karriere
Hans Stam spielte beim Haagse Zwem- en Polo Club.
Stam spielte bereits bei der Europameisterschaft 1938 in London in der niederländischen Nationalmannschaft. Hinter den Ungarn und den Deutschen belegten die Niederländer mit zwei Siegen, zwei Unentschieden und zwei Niederlagen den dritten Platz unter sieben teilnehmenden Mannschaften.
Bei den Olympischen Spielen 1948 in London gewann die niederländische Mannschaft zunächst ihre Vorrunden- und dann auch ihre Zwischenrunden- und Halbfinalgruppe. In die Finalrunde nahmen die Niederländer ein Unentschieden gegen Belgien aus der Halbfinalrunde mit. Nach einem weiteren Unentschieden gegen Ungarn und einer 2:4-Niederlage gegen Italien erhielten die Niederländer die Bronzemedaille. Hans Stam wirkte in fünf Partien als Verbinder mit, erzielte aber kein Tor. Er war der einzige Spieler aus der Mannschaft der Niederlande von 1938, der beim Turnier 1948 noch dabei war.